# Yoon Jeong-hee
Yoon Jeong-hee (Gwangju, 30 de julho de 1944 – Paris, 19 de janeiro de 2023) foi uma atriz sul-coreana. Ficou conhecida pelo filme de Lee Chang-dong, Poesia, que lhe rendeu o prêmio da Los Angeles Film Critics Association de melhor atriz.

## Vida pessoal
Yoon se casou com o famoso pianista Kun-Woo Paik em 1974. O casal teve uma filha. Yoon, que sofria de mal de Alzheimer, morreu em 19 de janeiro de 2023, em Paris. Ela tinha 78 anos.